# Kōzakihana

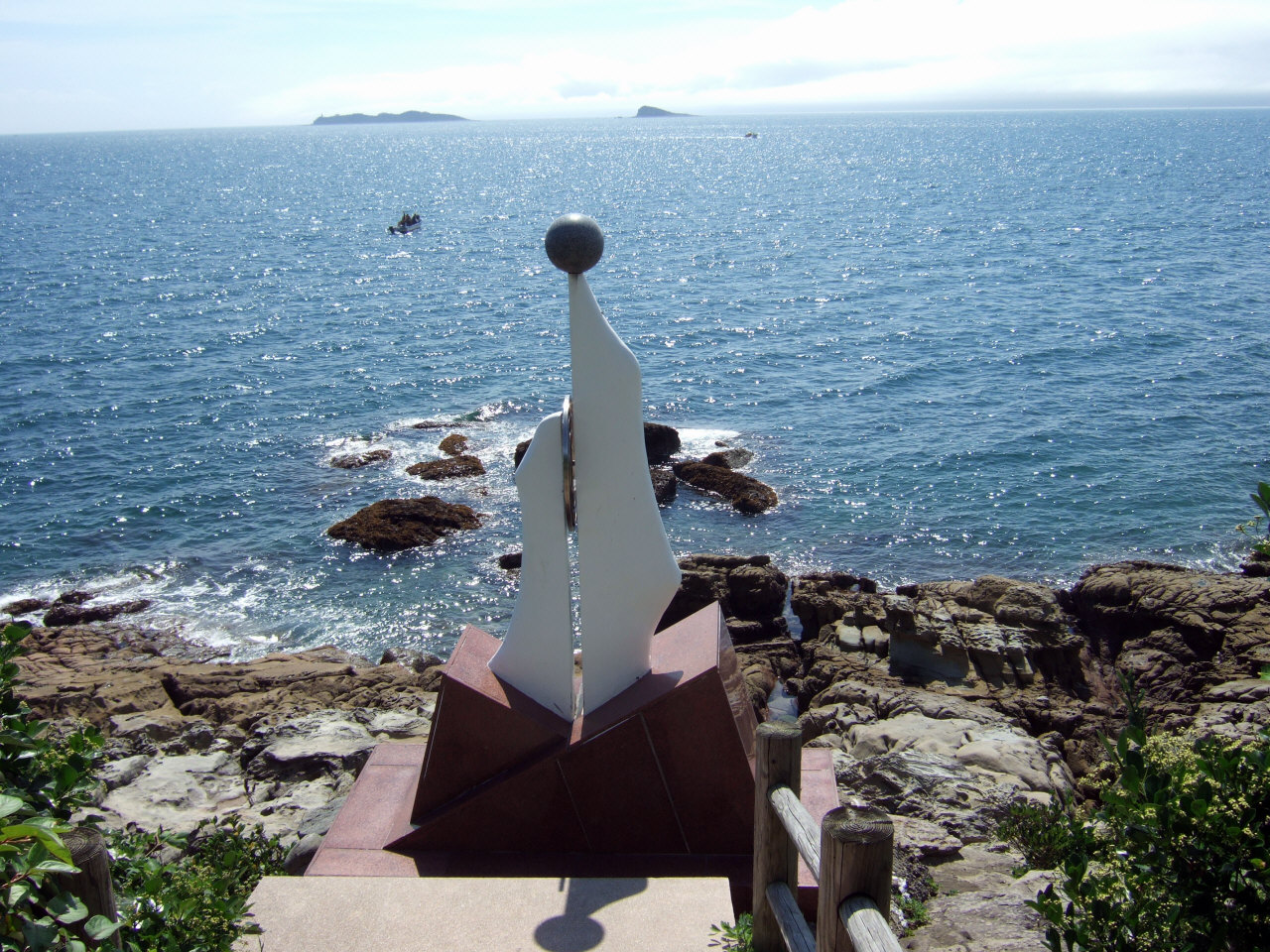
Pomnik wyznaczający najdalej wysunięty na zachód punkt na wyspie Kiusiu i spośród czterech głównych wysp Japonii

Kōzakihana (jap. 神崎鼻) – przylądek położony na terenie miasta Sasebo w prefekturze Nagasaki, w Japonii. Jest to najdalej wysunięty na zachód punkt wyspy Kiusiu i jednocześnie najdalej wysunięty na zachód spośród czterech największych wysp Japonii. Znajduje się przy drodze krajowej nr 18.